# Ruellia insignis
Ruellia insignis är en akantusväxtart som beskrevs av Isaac Bayley Balfour. Ruellia insignis ingår i släktet Ruellia och familjen akantusväxter. Inga underarter finns listade i Catalogue of Life.